# Civiltà vedica
La civiltà vedica è la cultura associata alla popolazione del subcontinente indiano che compose i testi religiosi conosciuti come Veda. Questo periodo della storia dell'India, collocato tra la media età del bronzo e la media età del ferro, è conosciuto come età vedica. Il territorio allora occupato da quella civiltà corrisponde all'attuale regione del Punjab, tra India e Pakistan, alla Provincia della Frontiera del Nord Ovest del Pakistan e alla maggior parte dell'India settentrionale. Sulla base di prove linguistiche, la maggioranza degli studiosi ritiene che popoli di parlanti lingue indoarie migrarono verso l'India settentrionale, nell'ondata iniziale dell'espansione indo-iranica a partire dall'Asia centrale.

## Storia

### Antica età vedica (XVIII secolo a.C. - XIII secolo a.C.)

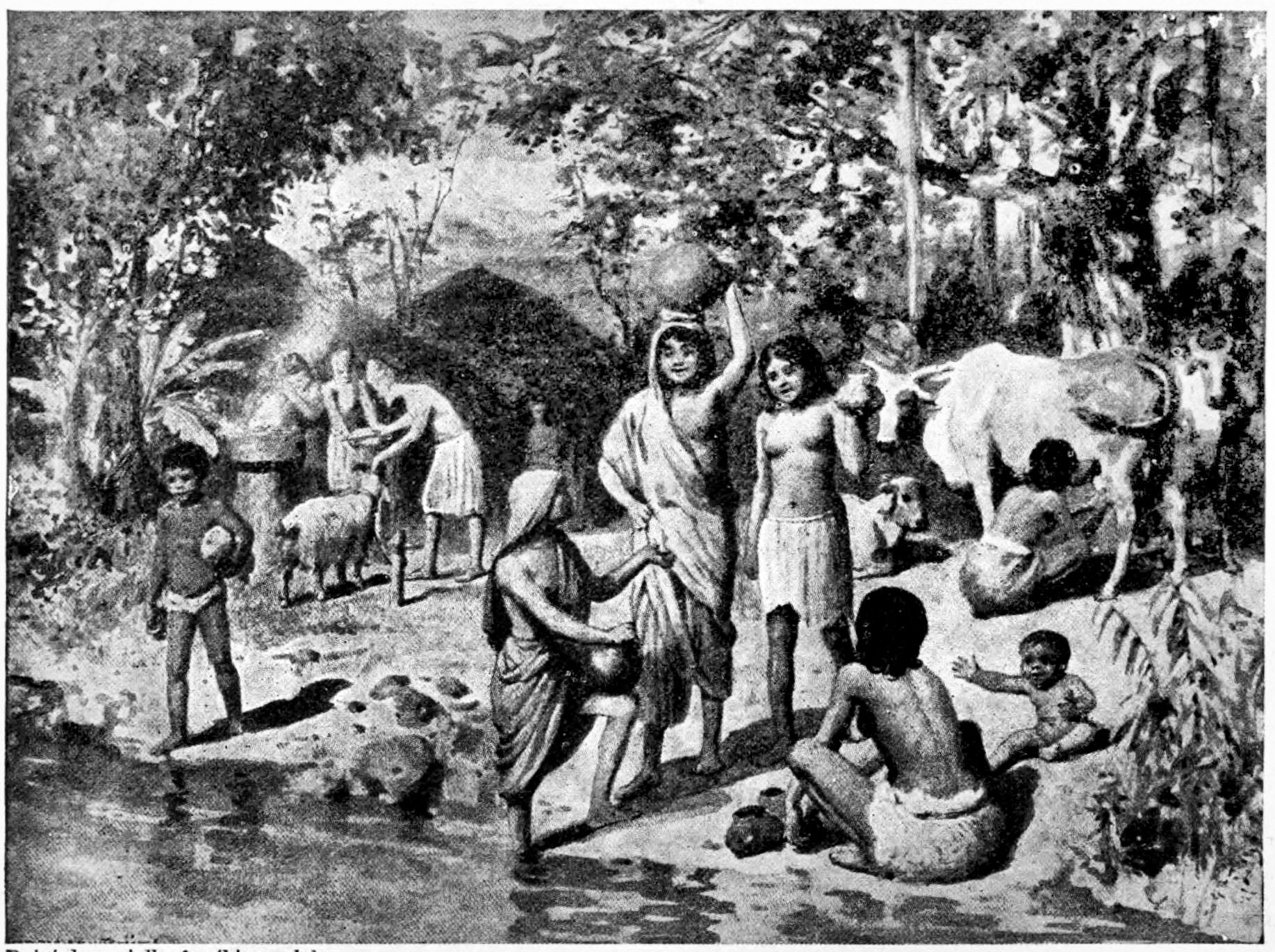
Dipinto di fantasia raffigurante l'insediamento degli indoari in India

In un'epoca posteriore al collasso della civiltà della valle dell'Indo, nei primi secoli del II millennio a.C., gruppi di popolazioni indoarie migrarono dal nord nell'India nord-occidentale. Queste genti portarono con loro nuove pratiche e tradizioni religiose formatesi, secondo alcuni archeologi, in un'area compresa tra l'Uzbekistan e l'Iran nord-orientale, occupata in antichità dal complesso archeologico battriano-margiano, dove si ebbe il sincretismo tra le usanze portate dagli indoeuropei delle steppe dell'Asia centrale e quelle autoctone. Le migrazioni degli indoari nel subcontinente indiano furono forse accompagnate da violenti scontri con le popolazioni che già abitavano la zona.
La maggior parte delle conoscenze su queste popolazioni provengono dai Rigveda-samhita, composti entro il 1200 a.C., che attestano pratiche quali il culto del dio Indra e il rituale del soma. I Rigveda narrano di conflitti tra gli Arii e i Dasa e Dasyu, che vengono descritti come popoli che non compiono sacrifici e che non obbediscono ai comandamenti degli dei, mentre la loro lingua è descritta come ostile e rozza. Altri aggettivi inerenti al loro aspetto fisico sono soggetti a varie interpretazioni. Tuttavia, numerosi studiosi vedono oggi i Dasas e i Dasyus non come genti indigene ma come immigrati indoari giunti nel subcontinente prima di quelli vedici. Sempre i Rigveda raccontano di conflitti scoppiati tra le varie tribù di indoari vedici. Tra gli scontri più importanti vi è quello della battaglia dei dieci re, che ebbe luogo sulle rive del fiume Parushni, oggi detto Ravi. Questo periodo, la cui durata si estende tra la media e la tarda età del bronzo, fu caratterizzato da una grande frammentazione politica, legata al fatto che un territorio molto esteso fu occupato da un numero relativamente ridotto di persone. A livello archeologico esso tende a coincidere con la cultura della ceramica grigia dipinta. 

### Tarda età vedica (XII secolo a.C. - VI secolo a.C.)

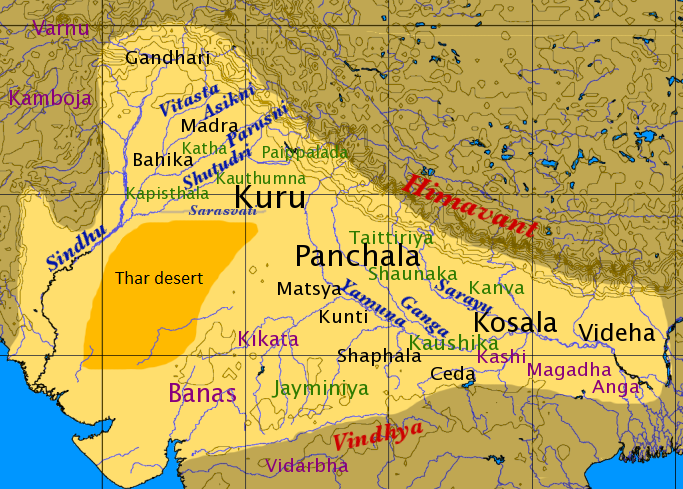
Mappa dell'India settentrionale nella fase tarda della civiltà vedica

Dopo il XII secolo a.C., al principio dell'antica età del ferro, la società vedica abbandonò lo stile di vita semi-nomade per adottarne uno più stanziale e basato su un'economia agricola. La cultura vedica, anche grazie all'adozione del ferro che permetteva di disboscare con più facilità la giungla, si estese fino alla pianura indo-gangetica occidentale. Iniziò in questo periodo un processo di urbanizzazione e si svilupparono i commerci, anche su lunghe distanze. A livello archeologico, questa fase tende a coincidere con la cultura della ceramica nera lucidata settentrionale.
Quando gli indoari si stabilirono nella pianura del Gange la religione vedica si sviluppò ulteriormente fondendosi con le culture del nord dell'India. Tuttavia, lo sviluppo del sistema delle caste portò all'esclusione delle popolazioni indigene. Una delle più importanti usanze religiose che compaiono in questa fase è l'Ashvamedha, ossia il sacrificio del cavallo. Molte tribù vediche si unirono fra loro per formare entità politiche più grandi e importanti come il regno di Kuru che divenne la principale potenza dell'età del ferro dell'India settentrionale. Dal VI secolo a.C. si consolidarono potenti regni detti Mahajanapadas. Questi stati di recente formazione lottarono costantemente per la supremazia, iniziando a nutrire ambizioni imperiali.

### Età imperiale (VI secolo a.C. - I secolo a.C.)
All'interno del contesto politico dell'età del ferro emerse nella parte orientale del bacino del Gange l'Impero Magadha, il quale raggiunse la sua massima espansione sotto la dinastia Maurya, rimanendo la principale aggregazione politica dell'India settentrionale sino al I secolo a.C. 

## Cultura

### Società
Ai suoi inizi la società vedica era abbastanza egalitaria, non essendosi ancora sviluppato il sistema delle caste che emerse invece nell'era vedica più tarda. I testi vedici posteriori testimoniano lo stabilirsi di una divisione della società in quattro gruppi (Brahmani, Kshatriya, Vaishya e Shudra), fissando i confini sociali, i ruoli e lo status per ciascuno di questi gruppi.

### Organizzazione politica
I primi ariani vedici erano organizzati in tribù, piuttosto che in regni. Il capo di una tribù era chiamato rajan. L'autonomia del rajan era limitata dai consigli tribali chiamati sabha e samiti. Queste due istituzioni erano, in parte, responsabili della gestione della tribù. Il rajan non poteva salire al trono senza la loro approvazione. La distinzione tra le due istituzioni non è chiara. Arthur Llewellyn Basham, un noto storico e indologo, teorizzò che il sabha era una riunione dei grandi uomini della tribù, mentre, il samiti era una riunione di tutte le tribù libere. Alcune tribù non avevano capi ereditari ed erano governate direttamente dai consigli tribali.
Il rajan aveva una corte rudimentale formata dai sabhasad e dai gramani. La responsabilità principale del rajan era quella di proteggere la tribù. Egli era aiutato da alcuni funzionari come il purohita (cappellano), il senani (capo dell'esercito), il dutas (inviato) e lo spash (spia). Il purohita eseguiva cerimonie e incantesimi per garantire il successo in guerra e la prosperità in pace.
Nel periodo vedico più tardo, le tribù si erano ormai riunite in piccoli regni, con una capitale e un sistema amministrativo rudimentale. Per aiutare a governare questi nuovi stati, i re e i loro sacerdoti bramini organizzarono gli inni vedici in collezioni e svilupparono una serie di nuovi rituali per rafforzare la gerarchia sociale emergente. Il rajan era visto come il custode dell'ordine sociale e il protettore del rashtra (ordinamento politico).
Iniziò a emergere una nuova regalità ereditaria e competizioni come le corse dei carri, furti di bestiame, e il gioco dei dadi, che in precedenza decidevano chi era degno di diventare re, divennero solo nominali. I rituali di questo periodo esaltavano lo status del re sul suo popolo che veniva a volte indicato come samrat (capo supremo). Con l'aumento del loro potere politico i rajan ottennero un maggiore controllo sulle risorse produttive. L'offerta di doni volontaria (bali) divenne tributo obbligatorio; tuttavia, non esisteva un sistema organizzato di tassazione. Sabha e samiti sono ancora citati nei testi vedici, però, con il crescente potere del re, la loro influenza diminuì.

### Economia
L'economia nel periodo vedico era sostenuta da una combinazione di pastorizia e agricoltura. Ci sono riferimenti, nel Rigveda, al livellamento dei campi, alla lavorazione delle sementi e allo stoccaggio dei cereali in grandi vasi. La generosità di guerra era anche una delle principali fonti di ricchezza. Gli scambi economici venivano condotti mediante donazioni, in particolare a re (bali) e sacerdoti (dana), e baratto usando il bestiame come unità di valuta. Mentre l'oro è menzionato in alcuni inni, non vi è alcuna indicazione sull'uso delle monete. La metallurgia non è menzionata nel Rigveda, ma viene menzionata la parola ayas e gli strumenti che ne derivano come rasoi, braccialetti, asce. Un verso menziona la purificazione di ayas. Alcuni studiosi ritengono che ayas si riferisca al ferro e che le parole dham e karmara si riferiscano ai saldatori di ferro. Tuttavia, l'evidenza filologica indica che gli ayas nel Rigveda si riferiscono solo al rame e al bronzo, mentre il ferro o lo śyāma ayas, letteralmente "metallo nero", viene menzionato per la prima volta nell'Atharvaveda post-rigvedico, e quindi nel primo periodo vedico. Il primo periodo vedico era una cultura dell'età del bronzo, mentre il periodo tardo vedico era una cultura dell'età del ferro.
La transizione della società vedica dalla vita semi nomade all'agricoltura sedentaria nell'età vedica tarda portò ad un aumento degli scambi e della concorrenza per le risorse. L'agricoltura ha dominato l'attività economica lungo la valle del Gange durante questo periodo.  Le operazioni agricole sono cresciute in complessità e l'uso di attrezzi di ferro (krishna-ayas o shyama-ayas, letteralmente black metal o dark metal) è aumentato. Coltivazioni di grano, riso e orzo venivano coltivate. La produzione eccedentaria ha contribuito a sostenere i regni centralizzati che stavano emergendo in quel momento. Sono nati nuovi mestieri e professioni come carpenteria, pelletteria, concia, ceramica, astrologia, gioielleria, morire e vinificazione.  Oltre a rame, bronzo e oro, in seguito i testi vedici menzionano anche stagno, piombo e argento.

### Letteratura
Il sanscrito vedico persistette nell'uso fino al VI secolo a.C.

## L'età vedica nel moderno induismo
La tradizione indù identifica nell'età vedica le proprie origini e, contrariamente alle acquisizioni dei moderni storici e archeologici, ne colloca le origini in un'epoca molto remota, ovvero il VI millennio a.C., stabilendo, inoltre, che al termine di quest'epoca storica si siano già formate le forme classiche dell'induismo. Infatti, l'età imperiale viene considerata l'età dell'oro dell'induismo, il periodo in cui si formò la letteratura induista in sanscrito classico.